# Florence Civic Center
Il Florence Civic Center è un'arena situata a Florence, nella Carolina del Sud.